# Grande Prêmio da Espanha de 1968
Resultados do Grande Prêmio da Espanha de Fórmula 1 realizado em Jarama à 12 de maio de 1968. Segunda etapa da temporada, teve como destaque a Lotus, vencedora da prova com o britânico Graham Hill e primeira equipe na história da categoria a utilizar as cores de um patrocinador.

## Classificação da prova
| Pos. | Nº | Piloto               | Construtor    | Voltas | Tempo/Diferença      | Grid | Pontos |
| ---- | -- | -------------------- | ------------- | ------ | -------------------- | ---- | ------ |
| 1    | 10 | Graham Hill          | Lotus-Ford    | 90     | 2:15:20.1            | 6    | 9      |
| 2    | 1  | Denny Hulme          | McLaren-Ford  | 90     | + 15.9               | 3    | 6      |
| 3    | 14 | Brian Redman         | Cooper-BRM    | 89     | + 1 volta            | 13   | 4      |
| 4    | 15 | Ludovico Scarfiotti  | Cooper-BRM    | 89     | + 1 volta            | 12   | 3      |
| 5    | 6  | Jean-Pierre Beltoise | Matra-Ford    | 81     | + 9 voltas           | 5    | 2      |
| Ret  | 2  | Bruce McLaren        | McLaren-Ford  | 77     | Vazamento de óleo    | 4    |        |
| Ret  | 7  | John Surtees         | Honda         | 74     | Câmbio               | 7    |        |
| Ret  | 16 | Jo Siffert           | Lotus-Ford    | 62     | Transmissão          | 10   |        |
| Ret  | 19 | Chris Amon           | Ferrari       | 57     | Bomba de combustível | 1    |        |
| Ret  | 5  | Piers Courage        | BRM           | 52     | Bomba de combustível | 11   |        |
| Ret  | 9  | Pedro Rodríguez      | BRM           | 27     | Acidente             | 2    |        |
| Ret  | 21 | Jacky Ickx           | Ferrari       | 13     | Ignição              | 8    |        |
| Ret  | 4  | Jochen Rindt         | Brabham-Repco | 10     | Pressão do óleo      | 9    |        |
| DNS  | 3  | Jack Brabham         | Brabham-Repco |        | Motor                |      |        |

## Tabela do campeonato após a corrida
|   | Pos. | Piloto       | Pontos |
| - | ---- | ------------ | ------ |
| 1 | 1    | Graham Hill  | 15     |
| 1 | 2    | Jim Clark    | 9      |
| 2 | 3    | Denny Hulme  | 8      |
| 1 | 4    | Jochen Rindt | 4      |
| 6 | 5    | Brian Redman | 4      |

|    | Pos | Construtor    | Pontos |
| -- | --- | ------------- | ------ |
|    | 1   | Lotus-Ford    | 18     |
| 12 | 2   | McLaren-Ford  | 6      |
| 1  | 3   | Brabham-Repco | 4      |
| 5  | 4   | Cooper-BRM    | 4      |
| 2  | 5   | Ferrari       | 3      |

- Nota: Somente as primeiras cinco posições estão listadas. A temporada de 1968 foi dividida em dois blocos de seis corridas onde cada piloto descartaria um resultado. Neste ponto esclarecemos: na tabela dos construtores figurava somente o melhor colocado dentre os carros de um time.